# Борщі (Подільський район, село)
Борщі́ — село Куяльницької сільської громади в Подільському районі Одеської області, Україна. Кількість зареєстрованого населення станом на 01.01.2025 року становить 182особи.

## Історія
Під час організованого радянською владою Голодомору 1932—1933 років померло щонайменше 56 жителів села.
12 червня 2020 року, відповідно до Розпорядження Кабінету Міністрів України від № 724-р «Про визначення адміністративних центрів та затвердження територій територіальних громад Одеської області», увійшло до складу Куяльницької сільської територіальної громади.
19 липня 2020 року, в результаті адміністративно-територіальної реформи і ліквідації Подільського району (1923-2020), село увійшло до складу новоутвореного Подільського району Одеської області.

## Населення
Згідно з переписом УРСР 1989 року чисельність наявного населення села становила 1824 особи, з яких 874 чоловіки та 950 жінок.
За переписом населення України 2001 року в селі мешкали 1544 особи.

### Мова
Розподіл населення за рідною мовою за даними перепису 2001 року:
| Мова       | Відсоток |
| ---------- | -------- |
| українська | 93,45 %  |
| російська  | 5,51 %   |
| молдовська | 0,75 %   |
| вірменська | 0,12 %   |
| болгарська | 0,06 %   |
| німецька   | 0,06 %   |

## Видатні уродженці
- Волощук Ольга Корніївна (1930-2019) — Герой Соціалістичної Праці.